# Liste des comtes de Clermont-en-Beauvaisis
Pour les articles homonymes, voir Liste des comtes de Clermont.

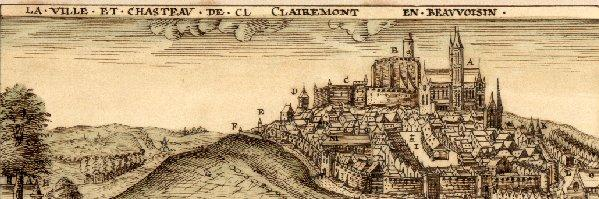
Gravure représentant le château et la ville de Clermont-en-Beauvaisis.

Cette page donne une liste des comtes de Clermont, c'est-à-dire de Clermont-en-Beauvaisis, aujourd'hui Clermont, dans le département de l'Oise. Il ne faut pas confondre ces comtes avec les comtes de Clermont, dauphins d'Auvergne.

## Histoire
Renaud II est le premier seigneur de Clermont à porter le titre de comte. Il fonde l'abbaye d'Hérivaux, fortifie Montataire et lutte contre le comte Raoul II de Vermandois. Raoul Ier, fils de Renaud II de Clermont, est châtelain de Creil et connétable en 1164.
Le roi Philippe II Auguste achète le comté qu'il remet à Philippe Hurepel, son fils. Celui-ci épouse Mathilde de Dammartin.
Louis IX reprend le comté. En 1269, il le donne en apanage à Robert, son sixième fils, qui devient Robert de Clermont. Celui-ci devient sire de Bourbon par son mariage avec Béatrix. Les sires de Bourbon portent le titre de comtes de Clermont jusqu'en 1327, date de l'érection de la seigneurie de Bourbon en duché par Charles IV le Bel. A cette date, le comté de Clermont est échangé avec Louis Ier de Bourbon contre le comté de la Marche.
- Néant-1023 : Baudouin Ier (mort en 1023)
- 1023-1042 : Baudouin II (mort en 1042), fils du précédent
- 1042-1088 : Renaud Ier de Creil (mort en 1088), marié à Ermengarde de Clermont, fille de Baudouin II

### Maison de Clermont

Armoiries des comtes de Clermont, probablement dérivées de celles de Bar

- 1088-1101 : Hugues Ier (1035-1101), fils du précédent marié à Marguerite de Roucy, fille d'Hildouin IV de Montdidier, comte de Roucy, et d'Alix de Roucy
- 1101-1161 : Renaud II (1070-1162), fils du précédent, marié en premières noces vers 1105 à Adélaïde de Vermandois, veuve d'Hugues Ier le Grand (1057-1102), fille d'Herbert IV, comte de Vermandois et d'Alix, comtesse de Valois ; puis marié en secondes noces vers 1140 à Clémence de Bar, fille de Renaud Ier, comte de Bar, et de Gisèle de Vaudémont
- 1162-1191 : Raoul Ier (mort en 1191), connétable de France, fils de Renaud II, marié à Adélaïde de Breteuil, fille de Valéran III, comte de Breteuil, et d'Alix de Dreux. Son neveu Raoul (II), fils de son frère cadet Simon de Clermont, fonde la Maison de Clermont-Nesle en épousant Gertrude de Soissons, dame de Nesle.

Les comtes de Clermont-en-Beauvaisis font ainsi partie du groupe héraldique des dix lignages issus de Thierry Ier de Bar (v. 1045-1103) qui ont deux poissons adossés dans leurs armes au XIIIe siècle.

### Maison de Blois
1191-1205 : Louis, comte de Blois, de Chartres et de Clermont, marié en 1184 à Catherine de Clermont, fille de Raoul Ier.
1205-1218 : Thibaut VI (mort le 22 avril 1218), fils du précédent, marié en premières noces à Mahaut d'Alençon, puis marié en secondes noces à Clémence des Roches.
En 1218, il vend le comté de Clermont à Philippe II Auguste, roi de France.

### Maison capétienne
- Philippe Auguste le donne très rapidement en apanage à :

1. 1218-1234 : Philippe Hurepel (1200-1234), fils de Philippe Auguste et d'Agnès de Méranie, marié à Mathilde de Dammartin (1202-1262), comtesse de Boulogne et de Dammartin, fille de Renaud de Dammartin et d'Ide de Lorraine
2. 1234 : Albéric (1222 - ap.1284), fils du précédent, qui abandonnera toutes ses possessions à sa sœur pour s'installer en Angleterre
3. 1252 : Jeanne (1219-1252), sœur de précédent, mariée à Gaucher de Châtillon (mort en 1250), comte de Nevers

- 1252-1268 : Saint Louis le donne en 1268 en apanage à son sixième et dernier fils Robert de Clermont (1256-1317), marié à Béatrice de Bourgogne, dame de Bourbon

### Maison de Bourbon-Clermont
- 1317-1327 : Louis de Bourbon (1279-1342), duc de Bourbon, comte de Clermont et de la Marche.

En 1327, il échange le comté de Clermont en Beauvaisis contre le Comté de la Marche avec Charles IV le Bel, roi de France. Mais il le retrouve dès 1331 (entretemps, Louis de La Cerda en fut titulaire), et ses successeurs ont continué à le posséder jusqu'en 1527, servant d'apanage au fils aîné du duc de Bourbon.
- Louis Henri de Bourbon (1672-1677), Abbé commendataire d'Ourscamps, comte de la Marche et de Clermont

### Maison de Savoie
- 1522-1531 : Louise de Savoie, cousine germaine de Suzanne de Bourbon. Elle conteste la succession à Charles III de Bourbon et obtient de son fils François Ier l'investiture des duchés de Bourbon et d'Auvergne, plus les comtés de Clermont, de Forez et de la Marche ainsi que la seigneurie de Beaujeu, le 7 octobre 1522.
- 1696- : Emmanuel-Philibert de Savoie, né le 20 août 1628 à Moûtiers dans le duché de Savoie et mort le 23 avril 1709 à Turin en Italie, est un prince issu des Savoie-Carignan, branche cadette de la maison de Savoie et héritier du titre prince de Carignan (1656-1709), comte de Clermont1. Il le revend le 7 mai 1702 à la Princesse d'Harcourt qui y mourut le 12 avril 1715[4]

### Maison de Guise
- 1702-1715 : Marie-Françoise de Brancas dite la Princesse d'Harcourt, épouse d'Alphonse-Henri-Charles de Lorraine-Elbeuf (1648-1719), marquise de Maubec, dame du Palais de la Reine Anne d'Autriche, en fait l'acquisition en 1702
- 1715-1719 : Anne-Marie-Joseph de Lorraine-Elbeuf, Prince de Guise, comte d'Harcourt, dit aussi Prince d'Harcourt, fils de Françoise de Brancas, vend à Louis IV Henri de Bourbon, prince de Condé

### Maison de Bourbon
- 1719- : Louis IV Henri de Bourbon-Condé, duc de Bourbon, prince de Condé, Grand Maître de France, en fait l'acquisition le 30 décembre 1719 du prince de Guise, comte d'Harcourt. Ses descendants conserveront le comté jusqu'à la Révolution de 1789[5]

## Titre de courtoisie
Depuis 1957, la maison d'Orléans utilise le titre attaché à cet ancien comté comme titre de courtoisie : 
- 1957-1999 : Henri d'Orléans (1933-2019), dauphin de France (1940-1999), fils du comte de Paris. Donné à l'occasion de son mariage avec Marie-Thérèse de Wurtemberg, le titre lui est retiré entre 1984 et 1990 par son père, le comte de Paris, qui lui octroie le titre de comte de Mortain en raison de son divorce, titre qu'il n'utilisa jamais.
- 1999-2017 : François d'Orléans (1961-2017), fils du précédent.

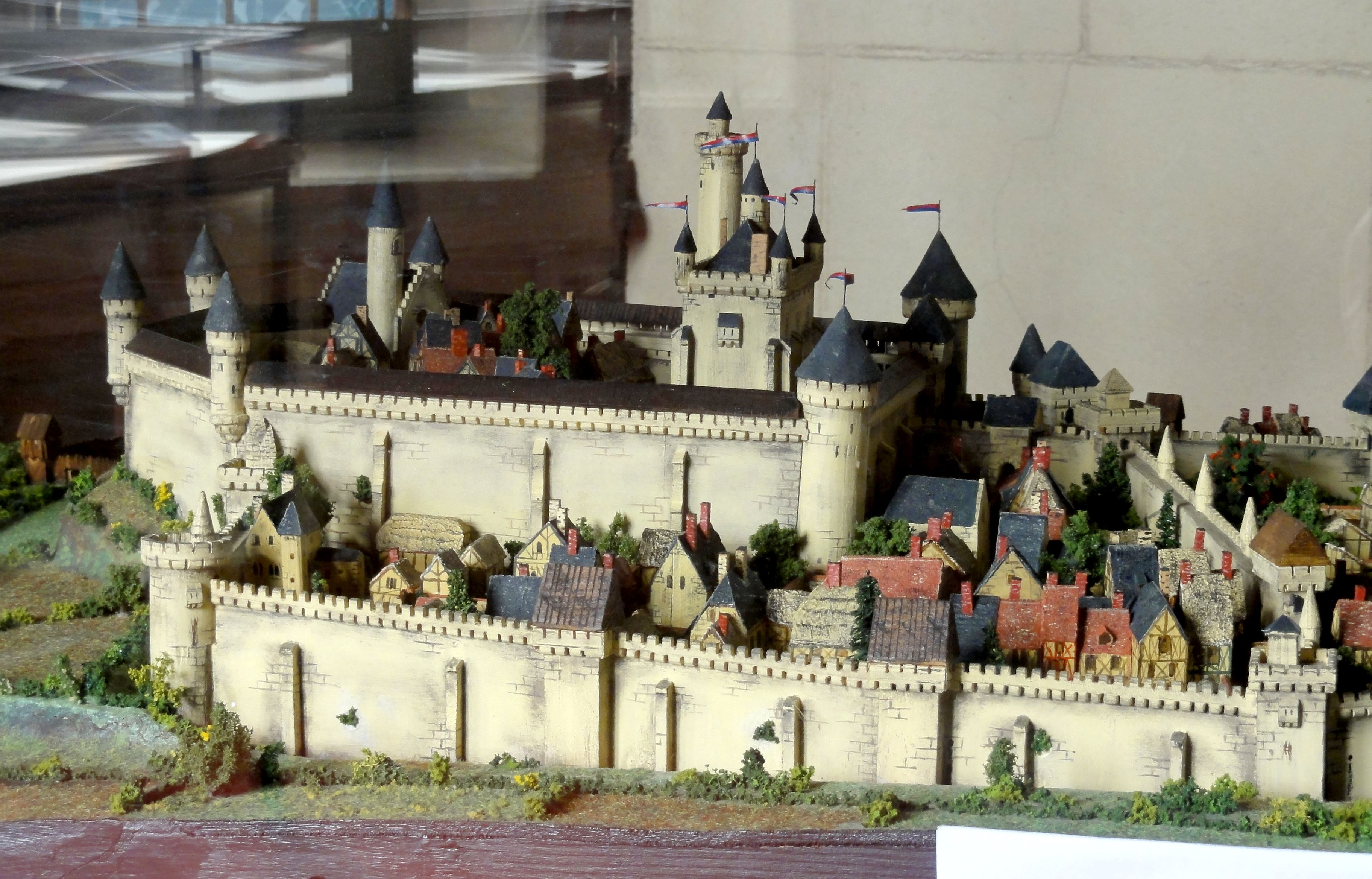
Maquette du Château de Clermont fin du XIVe siècle
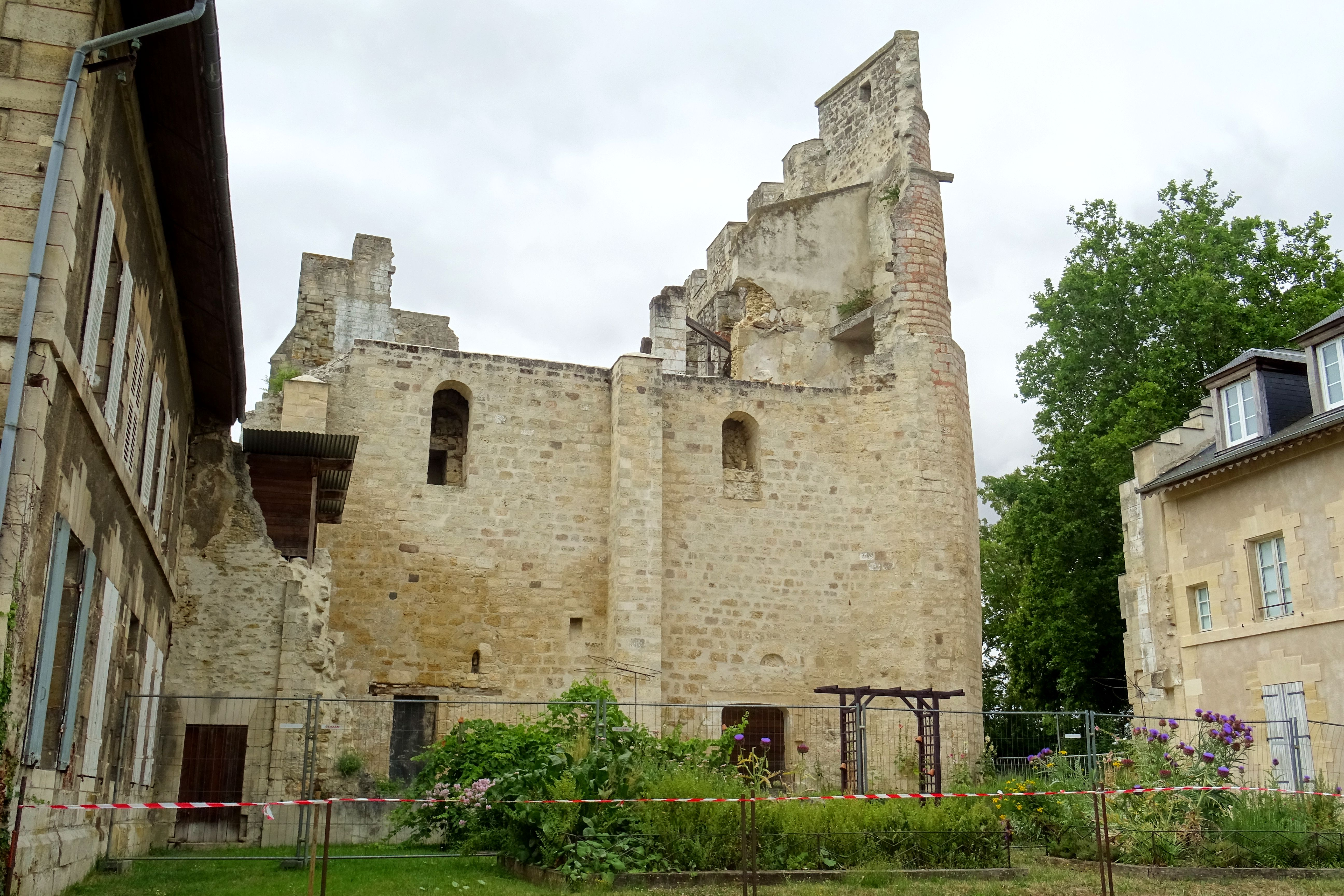
Vestiges du donjon du château de Clermont